# 청평터미널
청평터미널은 경기도 가평군 청평면 청평중앙로 54에 위치한 시외버스터미널이다.
1965년에 처음 건립되었으며, 이후 2004년에 현재의 건물이 건립되었다. 가평교통에서 운영하고 있다. 전체 건물 연면적은 391m2, 대합실 면적은 33m2이다. 2019년 1월 기준 하루 평균 1,300명이 이용하고 12개 노선이 운행중이다. 터미널 건물은 2층으로 구성되어 있으며, 매표소, 편의점, 대합실 등이 갖춰져 있다.

## 운행 노선

### 시외버스
| 방면        | 행선지 |
| ----------- | --- |
| 강원권 방면 | 강촌, 강포리, 경강, 당림리, 문혜리, 서천리, 안보리, 지포리, 춘천 |
| 수도권 방면 | 가평, 고양, 고양화정, 교문리, 금곡, 김포공항, 대성리, 도농, 동서울, 마석, 범계, 부천, 비산동, 송탄, 안산, 안양, 오산, 인천, 인천국제공항, 잠실(7000번), 평내, 평택, 호계동 |
| 충청권 방면 | 천안 |

## 위치
- 청평역에서 922 m[2]

## 특이 사항
- 이 터미널은 특이하게 터미널 건물 앞 승강장에서는 시외버스를 승차할 수 없고, 터미널 입구 쪽에 혼자 떨어져 있는 승강장에서 시외버스를 이용할 수 있다.
- 시외버스 전용 승강장도 한번에 한 대의 버스만 정차할 정도 길이밖에 되지 않으며 강원도 방면과 수도권 방면이 구분되어 있지 않아 상당히 혼잡하다.
- 시내버스는 터미널 앞 승강장에서 승차한다.